# Vitoriano dos Anjos Figueiroa
Vitoriano dos Anjos Figueiroa (Salvador, 1765 — Campinas, 30 de julho de 1871) foi um mestre entalhador brasileiro, "professor de entalhes" e responsável por inúmeros altares, retábulos, peças de mobiliário e pequenas obras, na Bahia e em Campinas.

## Vida e obra
Vitoriano dos Anjos era um entalhador baiano, que exercia funções e lecionava entalhe junto ao Arsenal da Marinha ou ao Colégio dos Órfãos de São Joaquim. Anjos não chegou a completar a sua formação acadêmica.
Entre os anos de 1818 e 1820 executou quatro nichos para os quatro altares "colaterais" da Igreja de Nosso Senhor do Bonfim, em Salvador, recebendo 32$000 reis por este trabalho. Em 1848-1849 executa o altar principal da Capela do Santíssimo Sacramento, da Igreja Matriz do Santíssimo Coração de Jesus, na cidade baiana de Valença.
Embora vários autores lhe atribuam inúmeros trabalhos na Bahia, foi na cidade de Campinas que ele realizou suas obras mais grandiosas, ou, pelo menos, melhor documentadas, especialmente na ornamentação da imponente Catedral Metropolitana. 

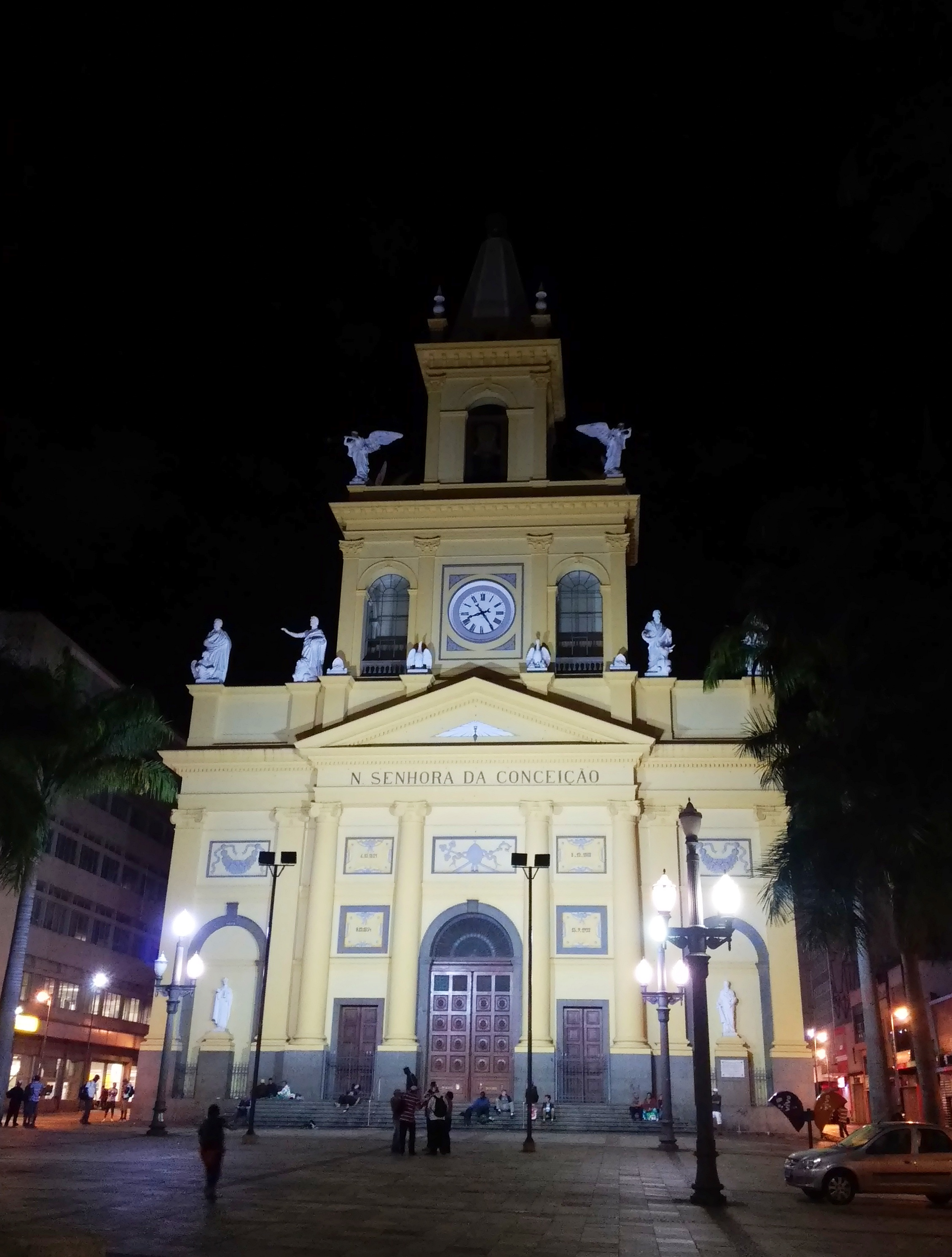
Catedral Metropolitana de Campinas, vista noturna

Foi Antonio Francisco Lisboa, conhecido pelo apelido de "Baía", que no ano de 1853 pagou as despesas de viagem e trouxe da então província da Bahia um grupo de entalhadores, comandados por Vitoriano dos Anjos Figueroa e mais três oficiais, para se encarregarem da ornamentação interna da "matriz nova" de Nossa Senhora da Conceição.
Já em Campinas, Vitoriano era tratado por "professor de entalhe". Valendo-se desta prerrogativa, formou aqui um corpo de aprendizes, dos quais podemos citar Antonio Dias Leite, José Antunes de Assunção e Laudíssimo Augusto Melo, que era deficiente auditivo e tido pelos contemporâneos como muito habilidoso.
Vitoriano foi o responsável pelos entalhes do altar-mor, das tribunas, dos púlpitos, da varanda do coro e até mesmo a condução das obras até 1862, quando foi dispensado pelo novo administrador, Antônio Carlos de Sampaio Peixoto, o "Sampainho".
Desempregado, sem ter recebido todo o pagamento pelos seus serviços, Vitoriano dos Anjos dedicou-se a ministrar aulas de entalhe e a entalhar oratórios e peças de mobiliário sob encomenda. Em 1864 estava já tão empobrecido que era citado em ata de Sessão da Câmara de 15 de outubro por não poder prover o calçamento da via onde morava, a rua do Bom Jesus.
Em 1869 foi encontrado "estendido sobre o chão de uma rua" pelo conhecido pintor e dourador Francisco de Paula Marques, o qual, certamente antevendo destino semelhante a outros vários artistas no final de vida, teve a ideia da fundação de uma instituição de amparo aos mesmos, a qual viria a se consolidar ainda em 1869, no Teatro São Carlos, com o nome de Sociedade Artística Beneficente. Quinze anos depois, o progresso havia sido tanto que a instituição já contava com oitocentos sócios.  
É interessante notar que um artista do porte de Vitoriano, que se notabilizou por ser o mais importante entalhador que já esteve em Campinas, morreu na pobreza e acabou sendo quase que esquecido. Sua memória foi recuperada apenas em 1974, quando o Diário do Povo, periódico campineiro, publicou uma série de reportagens sobre a Catedral Metropolitana de Campinas. 
Vitoriano, que morreu centenário, jamais regressou à Bahia, nunca chegou a receber a quantia exata que lhe era devida pelos seus inúmeros trabalhos e, pior do que tudo isto, sua memória repousou no limbo do esquecimento por quase cem anos após a sua morte.

## Cronologia
- 1765 - (data incerta) - Nasceu Vitoriano dos Anjos Figueiroa, em São Salvador, Bahia.
- 1818-1820 - executou quatro nichos para os quatro altares "colaterais" da Igreja de Nosso Senhor do Bonfim, em Salvador,  recebendo 32$000 reis por este trabalho.
- 1848-1849 - executa o altar principal da Capela do Santíssimo Sacramento, da Igreja Matriz do Santíssimo Coração de Jesus, na cidade baiana de Valença.
- 1853 - chegada a Campinas e início dos entalhes na Catedral em construção.
- 1862 - o entalhador já havia realizado o altar-mor, tribunas, dois púlpitos, varanda para o coro, tapa-vento e algumas colunas para a capela do S.S. Sacramento.
- 1862 - desentendimentos com o Dr. "Sampainho" que pede o afastamento de Vitoriano.
- 1864 - Vitoriano é afastado das obras na Catedral, sendo substituído por Bernardino de Sena Reis e Almeida.
- 1869 - Vitoriano, na miséria, é encontrado inerte por Francisco de Paula Marques que cria em 19 de setembro a Sociedade Artística Beneficente.
- 1871, 30 de julho - Sepultado em Campinas, no antigo cemitério da matriz. Foi encomendado pelo vigário, padre José Joaquim de Sousa de Oliveira[5]
- 1880 - morte do único filho de Vitoriano dos Anjos Figueiroa, de mesmo nome, que não deixou descendentes.

## Galeria

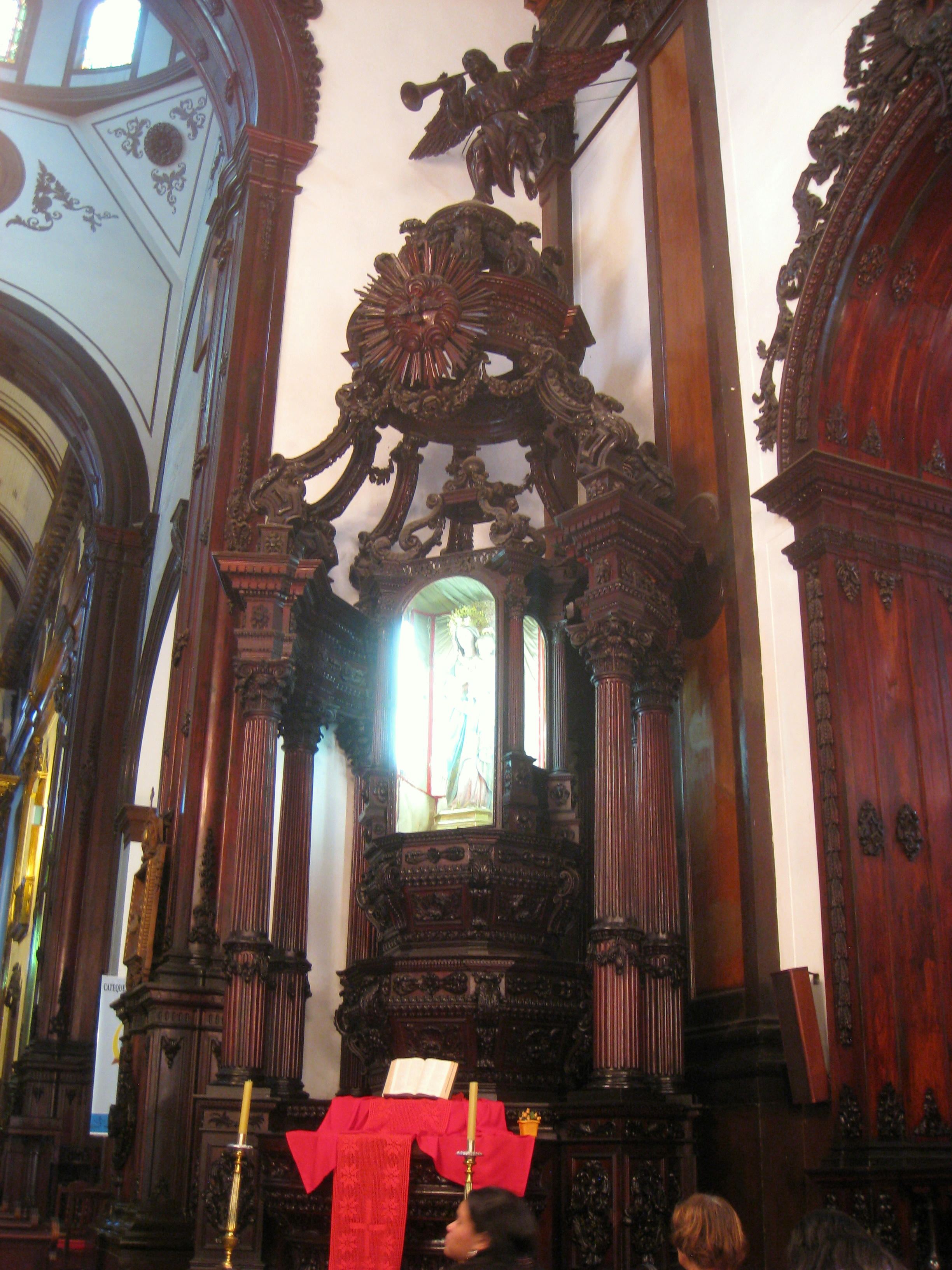
Altar lateral esquerdo
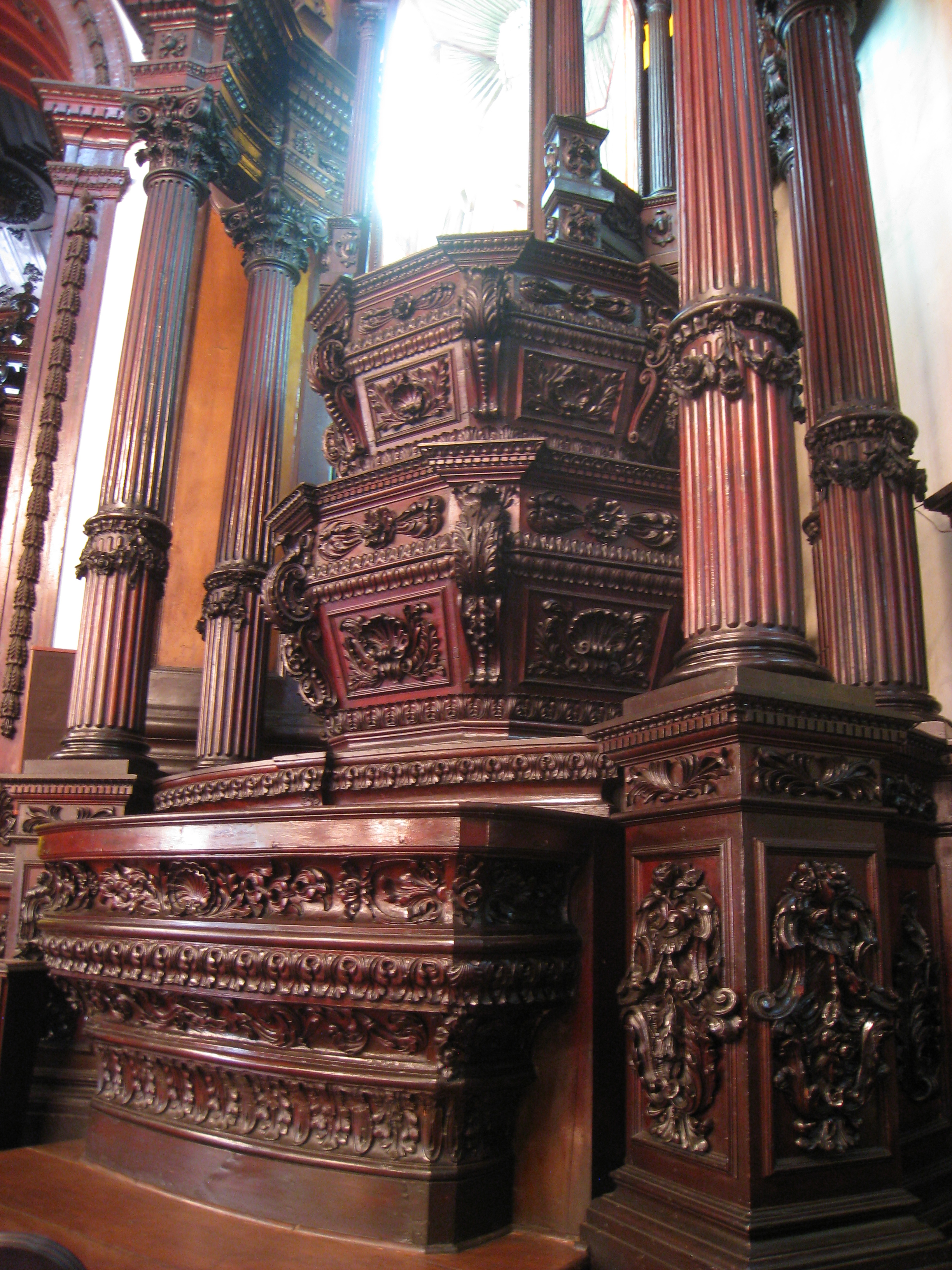
Altar lateral esquerdo(detalhe)
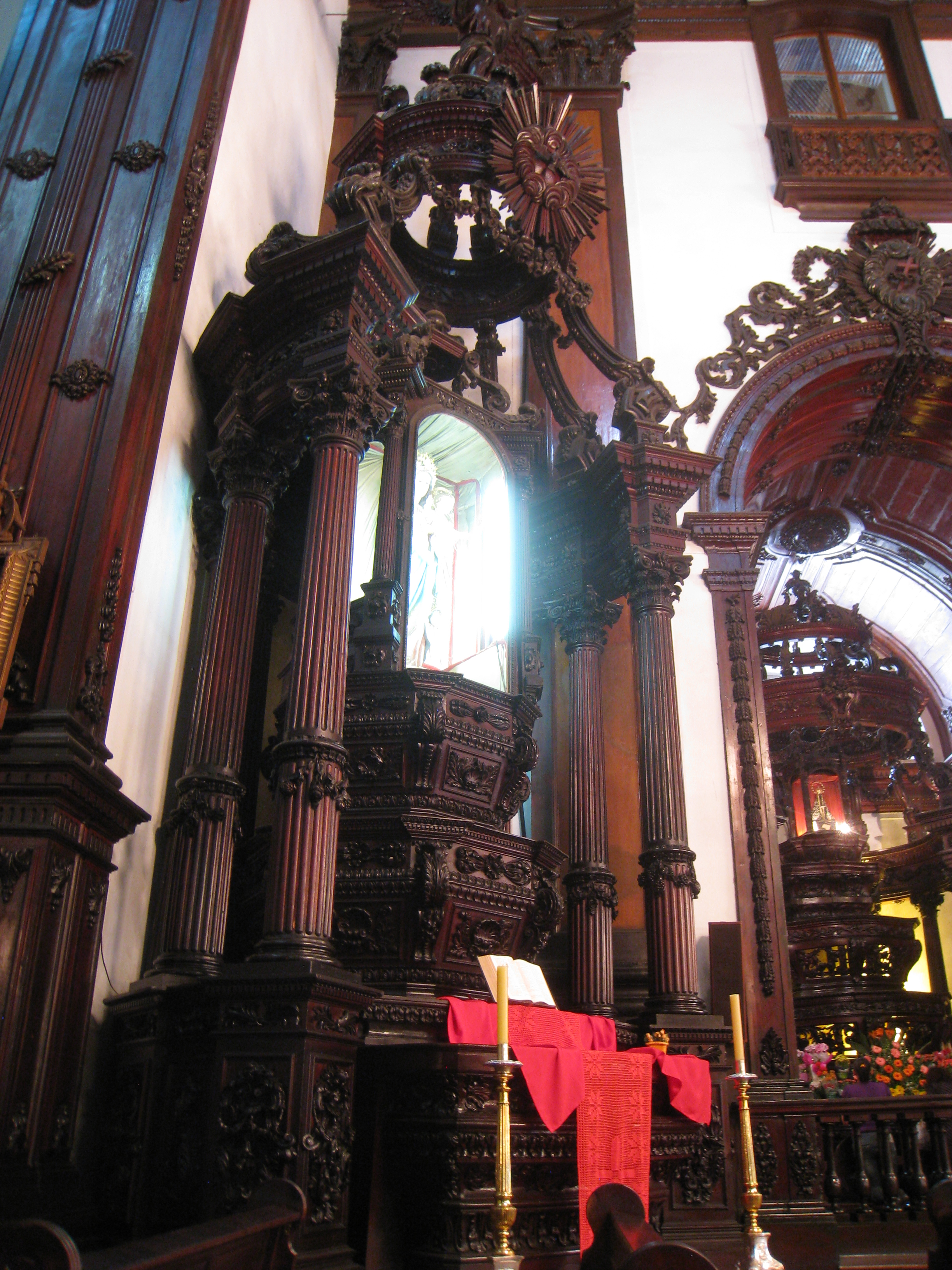
Altar lateral direito
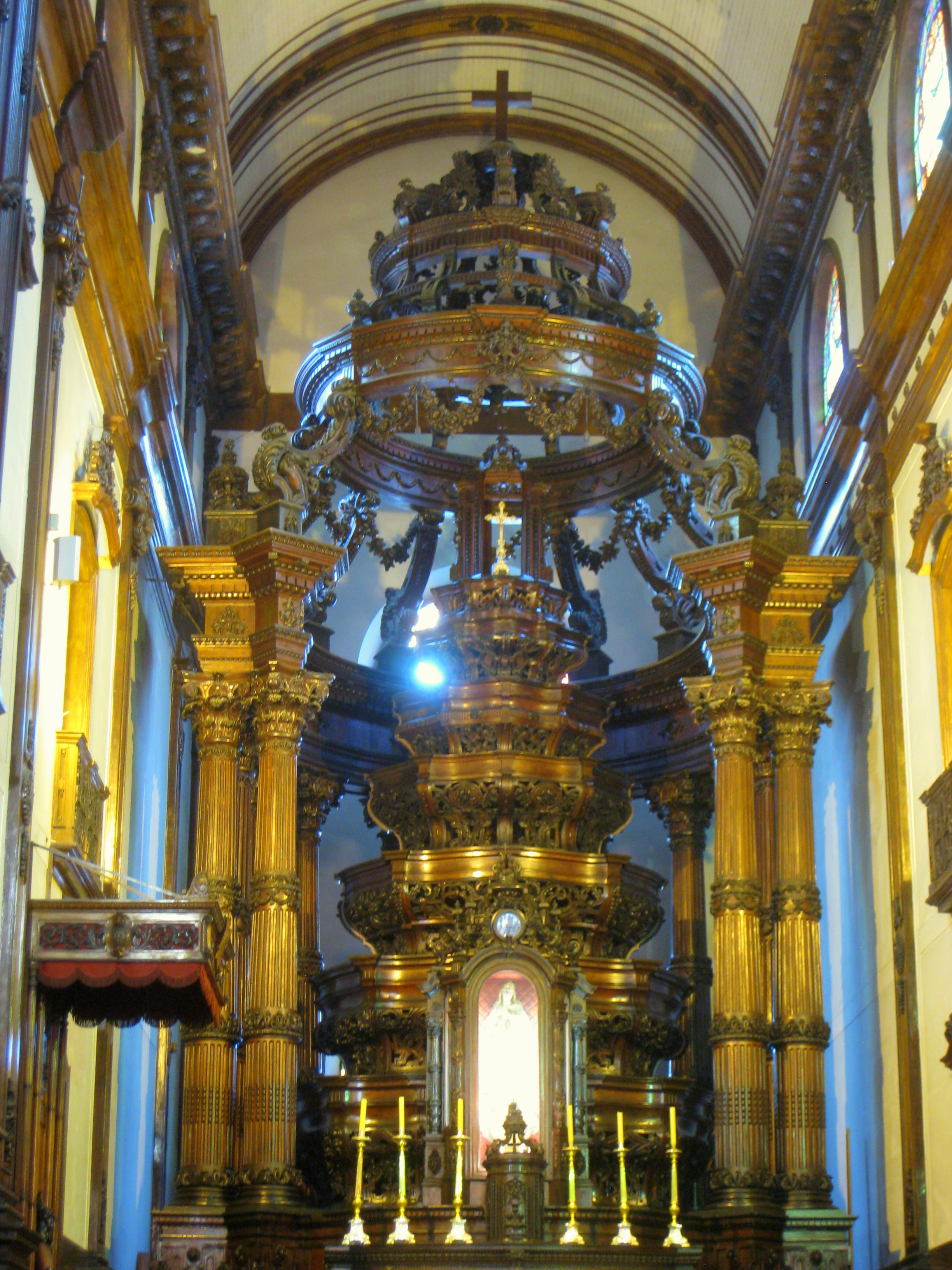
Catedral Metropolitana de Campinas, Altar-Mor, obra inteiramente executada por Vitoriano dos Anjos Figueiroa
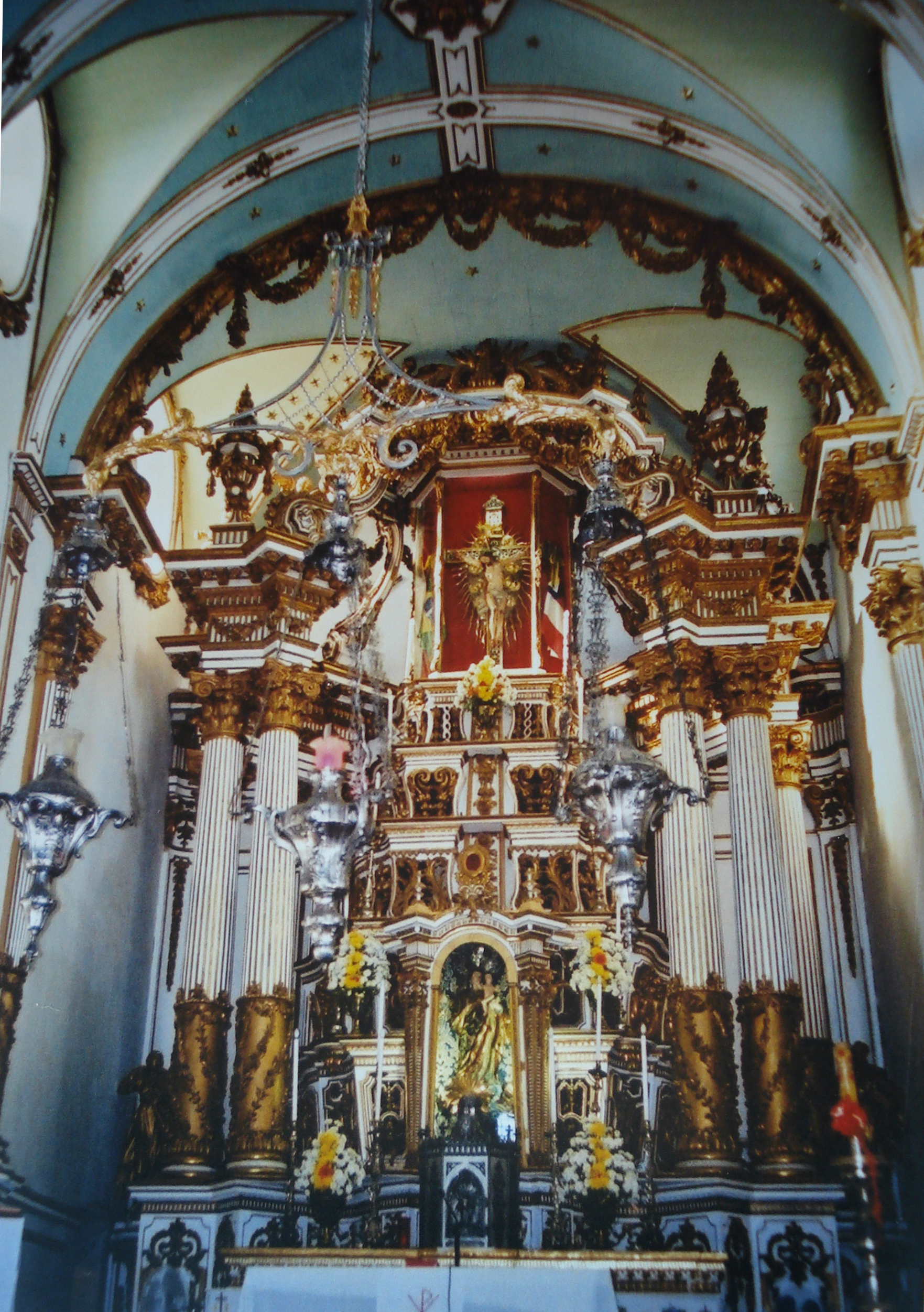
Igreja do Senhor do Bonfim, Altar-Mor, parcialmente executado por Vitoriano dos Anjos Figueiroa
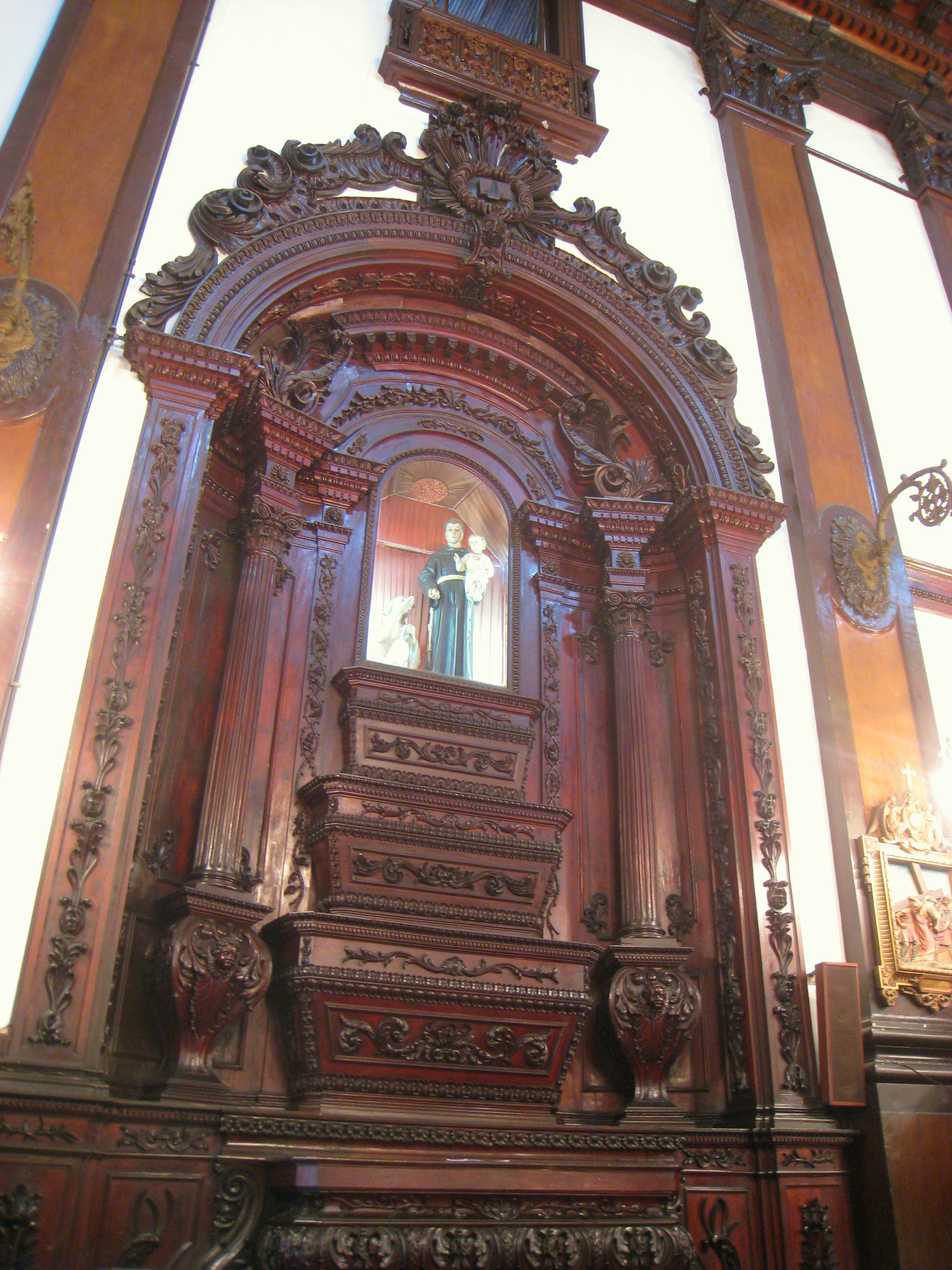
Altar de Santo Antônio
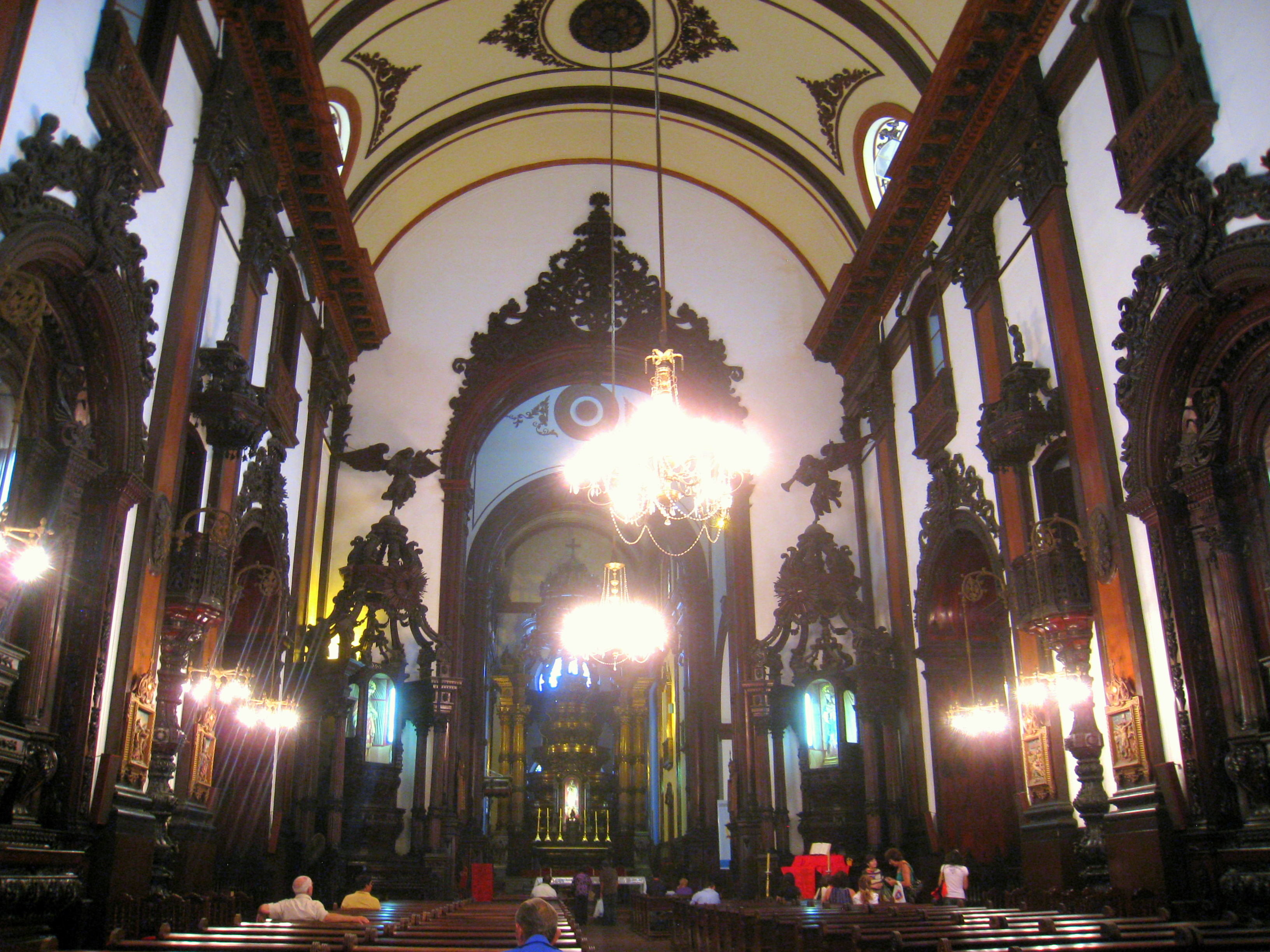
Vista do interior da Catedral
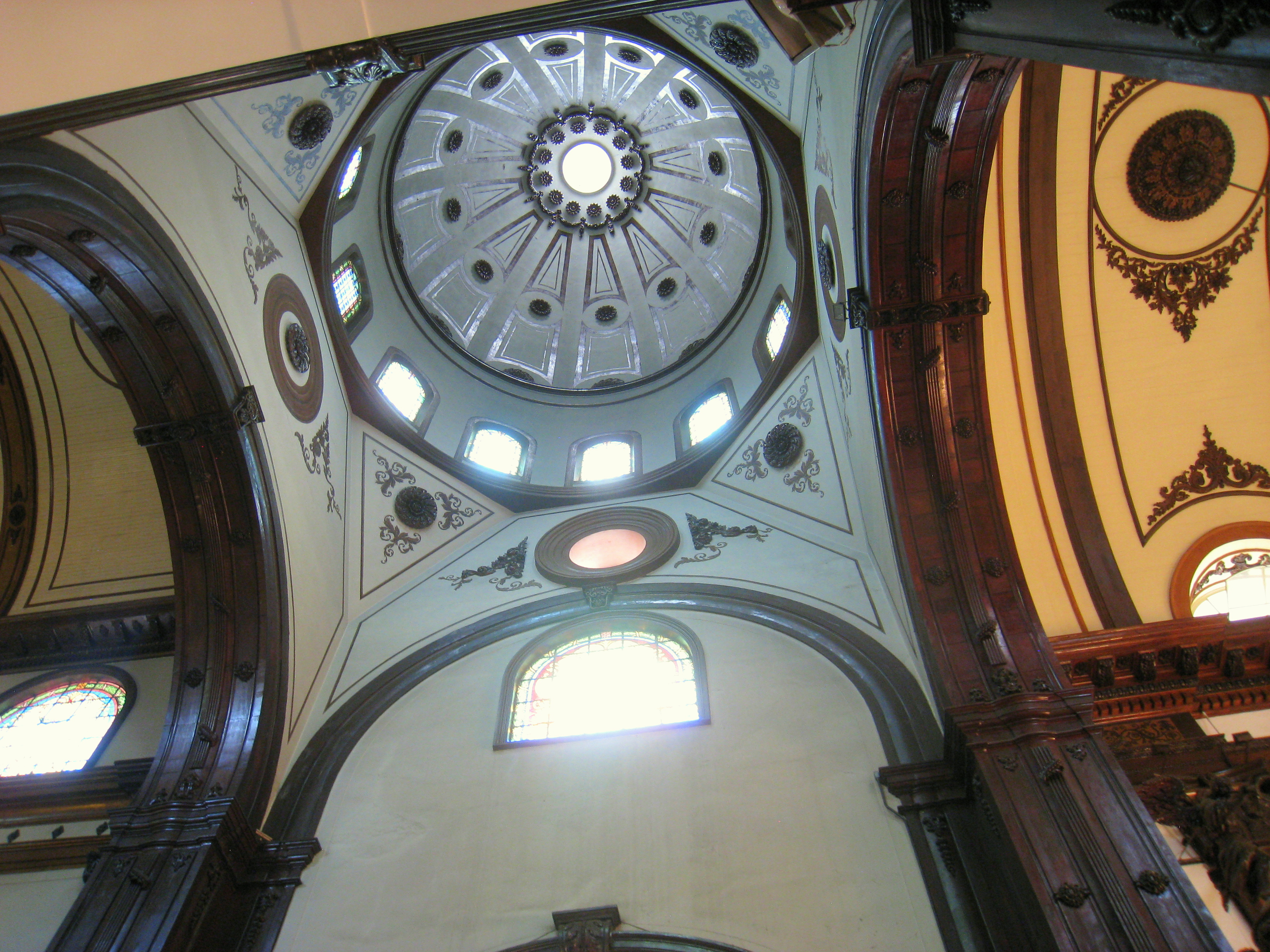
Cúpula, sobre o centro do transepto